# Mariano di Jacopo
Mariano di Jacopo dit il Taccola (1382 à Sienne - vers 1453), appelé Taccola (« Corbeau choucas » en italien), est un administrateur italien, artiste et ingénieur siennois du début de la Renaissance.

## Biographie
Mariano di Jacopo, dit Taccola, est né en 1382 d'un vigneron. On ne sait pratiquement rien de ses années de formation ou d'apprentissage. Il a exercé des emplois variés. Bien qu'on ne sache pas s'il est entré dans la guilde des notaires en tant que notaire, il a été nommé pour y entrer en 1417 et 1420. Il a occupé des postes secondaires à Sienne. Il est certain qu'il a entretenu des relations avec des maîtres de l'université de Sienne, le Studium, comme Mariano Sozzini, François Philelphe, ou Antonio Beccadelli dit « le Panormitain ».
Il est camerarius (secrétaire) de la Casa di Misericordia e Sapientia en 1424-1432 qui avait été fondée comme un hôpital avant de devenir la Domus Sapientiæ, institution de charité, résidence pour étudiants peu fortunés. Entre 1433 et 1453, il utilise ses compétences d'ingénieur et de gestionnaire comme viaio directeur des routes, ponts et fontaines, et stimatore, estimateur chargé de l'inspection des bâtiments, de la préparation des appels d'offres, de l'établissement des budgets, de mesurer les limites de propriété et de la supervision de travaux, avec la rémunération des ouvriers et l'achat des biens de consommation. Dans les années 1440, Taccola a quitté ses fonctions officielles, a reçu une pension de la république de Sienne. Il a rejoint l'ordre fraternel de San Jacomo en 1453 et est mort sans doute autour de cette date, et au plus tard en 1458.
Il est devenu l'ami de Jacopo della Quercia, gestionnaire des bottini, aqueducs souterrains assurant l'alimentation en eau de Sienne, et auteur de la fontaine de la piazza del Campo. Cela l'a rendu familier des problèmes hydrauliques. Jacopo delle Quercia a été le parrain de sa fille en 1426.
Il a rencontré Filippo Brunelleschi en 1427 car il rapporte la conversation dans le manuscrit De ingeneis Livres I-II, codex Latin Monacencis no 197.
On se sait pas si Taccola a eu un patron à Sienne. Il a dédicacé un exemplaire du De ingeneis, livres III-IV, à l'empereur germanique Sigismond et lui offrait ses services comme ingénieur hydraulique et enlumineur. Sa préface montre qu'il l'a rencontré en 1431, que Sigismond lui a posé de nombreuses questions et lui a reproché son manque de précision.
Il est probable qu'il a rencontré Leon Battista Alberti quand il a passé un mois à Sienne, en 1443, dans la suite du pape Eugène IV.
Certains documents peuvent laisser penser qu'il entretenait des relations avec Cyriaque d'Ancône. Ce dernier étant en relation avec l'Orient musulman, c'est peut-être par lui que l'exemplaire du De machinis s'est retrouvé à Constantinople avant d'être acheté par l'ambassadeur du roi de France auprès de la Sublime Porte, en 1687.
À la fin de sa vie, il a dû avoir pour élève Francesco di Giorgio Martini car ce dernier a copié des dessins de lui qu'il a annotés.

## Œuvres

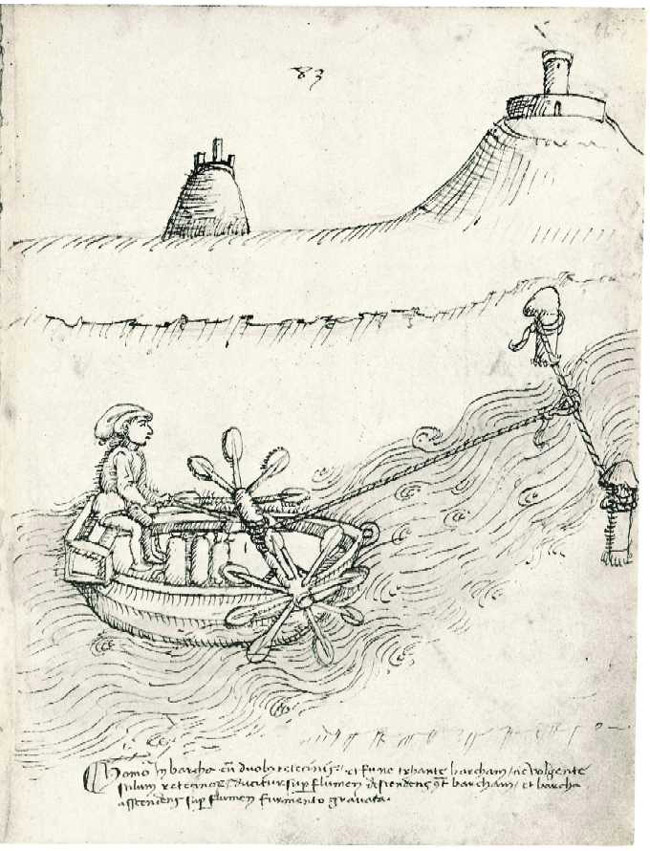
Barque remontant une rivière grâce au courant

Taccola est connu pour ses traités technologiques, les quatre livres constituant le De ingeneis et le codex De machinis, qui présentent des dessins annotés d'une large gamme de machines et d'appareils qui ont étonné ses contemporains.
Dans le De machinis se trouvant dans le manuscrit Spencer no 136 de la New York Public Library, Taccola se présente comme « Ser Mariano Taccola alias Archimedes vocatus de magnifica ac potente civitate Senarum », c'est-à-dire l' « Archimède de Sienne ». Cependant, il ne semble pas que Taccola ait une dette particulière envers Archimède. Archimède lui sert de référence comme un inventeur reconnu d'engins. Taccola compare ses capacités d'invention à celles des Anciens. Dans ses manuscrits il a aussi cherché à s'approprier le savoir technique antique. Il s'inspire par exemple du Strategemata de Frontin.
Pour Taccola, ses dessins sont des inventions. Dans ses écrits, il cite une conversation qu'il a eu avec Filippo Brunelleschi, en 1427. Dans le compte-rendu de leur conversation, Taccola indique que les deux hommes s'inquiétaient des droits insuffisamment protégés des inventeurs. Pour protéger ses droits d'inventeur, Brunelleschi avait fait accepter un système de garantie publique des droits d'exploitation quand il avait conçu un véhicule amphibie pour transporter du marbre. Cette protection de ses droits d'inventeur a conduit Brunelleschi à ne pas publier ses inventions. Taccola n'a pas suivi le conseil de secret de Brunelleschi.
Aujourd'hui, les études ont conduit à juger avec prudence l'innovation de ses écrits. Dans ses livres sur les appareils militaires il reprend ceux décrits par Végèce et Frontin. Il représente des trébuchets.
Pour les autres productions, il y a des références à des ouvrages inventés par Brunelleschi, comme le treuil réversible pour la construction de la coupole de Santa Maria del Fiore, ou le chariot pour transporter le marbre par voie de terre ou d'eau.
C'est dans l'hydraulique que Taccola fait preuve de plus d'originalité. Il déclare qu'il est l'inventeur de plusieurs solutions. Cela traduit la compétence qu'avaient acquis les ingénieurs siennois en hydraulique. Il rend compte des techniques et instruments utilisés pour réaliser les bottini, aqueducs souterrains servant à l'alimentation en eau de Sienne. Il a représenté un pont-aqueduc pour alimenter une fontaine, un moulin ou un vivier. Il représente un siphon en alternative à une alimentation par gravité. Certains de ses dessins doivent se rapporter à des problèmes se posant dans le territoire de la république de Sienne, entre Talamone et Orbetello, pour le drainage et l'assainissement d'étangs ou de marais. Il fait plusieurs représentations de scènes de pêche. Parmi les moulins qu'il présente, il y a cinq moulins à marée et un moulin alimenté par une cascade de mercure.

## Travail et style
Taccola continue une tradition de présentation des engins par des dessins comme on peut le voir chez Villard de Honnecourt, Guy de Vigevano, Jacomo Fontana et Konrad Kyeser.

## L'influence et la redécouverte
Le travail de Taccola a été étudié par les ingénieurs et les artistes de la Renaissance, parmi lesquels Francesco di Giorgio Martini, qui a peut-être été son élève et a annoté ses dessins, et Léonard de Vinci qui a pu connaître les dessins de Taccola par Francesco du Giorgio dont il a été l'élève.
Après avoir été oublié dès le XVIe siècle il est redécouvert dans la seconde moitié du XVIIIe siècle, quand on s'est intéressé à ses appareils militaires.
Certains historiens, dont le Professeur Paolo Galluzzi, jugent que de Vinci se serait inspiré de nombre de ses travaux dont notamment une silhouette ressemblant à l'homme de Vitruve bien qu'un peu plus grossière.

## Publications

### Publications en facsimile
- J.H. Beck, éditeur, Mariano di Jacopo detto il Taccola, Liber tertius de ingeneis ac edifitiis non usitatis, (Milan: Edizioni il Polifilo, 1969) ; p. 156, 96 planches. 
(Reproduction des livres III et IV du De Ingeneis)
- Frank D. Prager et Gustina Scaglia, éditeurs, Mariano Taccola and His Book "De ingeneis" (Cambridge, Mass.: M.I.T. Press, 1971) ; p. 230, 129 planches. 
(Reproduction des livres III et IV du De Ingeneis)
- Gustina Scaglia, éditeur, Mariano Taccola, De machinis: The Engineering Treatise of 1449, 2 vols. (Wiesbaden: Dr. Ludwig Reichert Verlag, 1971) ; p. 181 et p. 210, 200 planches.
- Gustina Scaglia, éditeur, Mariano Taccola, De Ingeneis: Liber Primus Leonis, Liber Secundus Draconis. Codex Latinus Monacensis 197, Teil II. de la Bayerische Staatsbibliothek de Munich, Dr Ludwig Reichert Verlag, 1984  (ISBN 978-3882261707) ; p. 468 Texte

### Autres ouvrages
- Liber tertius de ingeneis ac edifitiis non usitatis, manuscrit Palatino no 766, Bibliothèque nationale centrale de Florence, 1431
- De Machinis Libri Decem, codex lat. no XIX.5, Biblioteca Marciana de Venise
- Œuvre, codex no 23.172, Collection du comte Johann von Wilczek (1837 — 1922) au château de Kreuzenstein près de Vienne en 1924.
- Paolo Santini, copie du De Machinis de Taccola, manuscrit latin no 7239, Bibliothèque nationale de France (il doit dater d'avant la prise de Constantinople, en 1453, et a peut-être été possédé par Mehmed II. Il a été acheté par Pierre de Girardin, ambassadeur à Constantinople, en 1687)
- De machinis, manuscrit Spencer no 136, New York Public Labrary